# Carl Stumpf

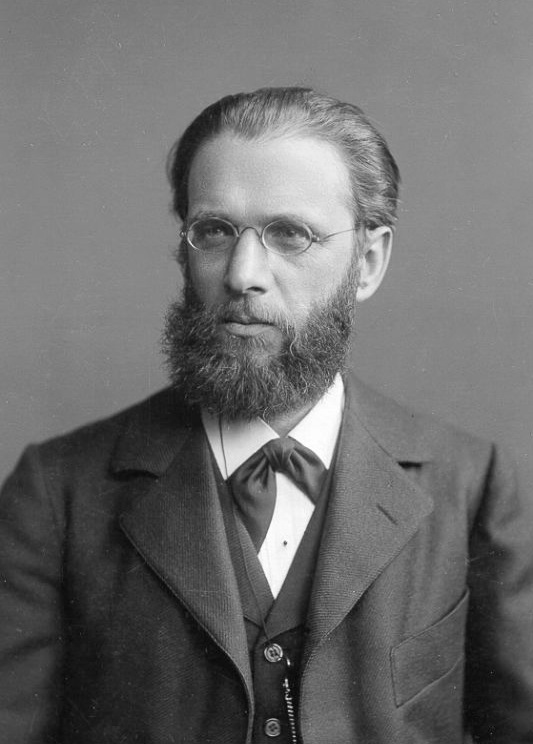
Carl Stumpf um 1900

Friedrich Carl Stumpf (* 21. April 1848 in Wiesentheid; † 25. Dezember 1936 in Berlin) war ein deutscher Philosoph, Psychologe und Musikforscher. Er gründete 1894 das Psychologische Institut Berlin.

## Leben und Leistungen

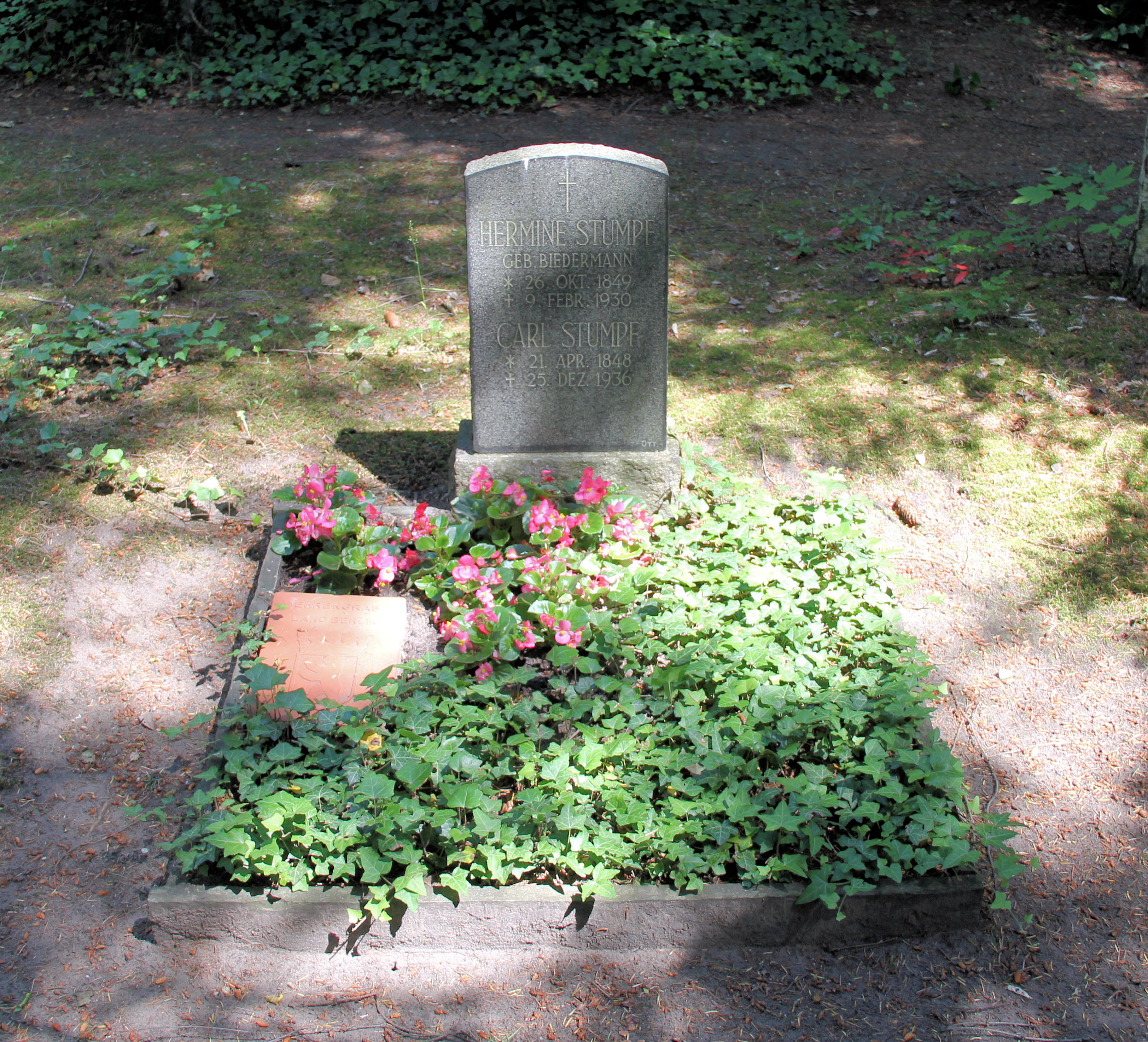
Ehrengrab, Parkfriedhof Berlin-Lichterfelde

Erste musikalische Unterweisung erhielt er von seinem hochmusikalischen Vater, dem Landgerichtsrat Eugen Stumpf, die weitere musikalische Ausbildung erfolgte an den Gymnasien in Kitzingen, Bamberg und ab 1863 in Aschaffenburg, wobei er sechs Instrumente erlernte und als Autodidakt sich Kenntnisse in Harmonielehre und Kontrapunkt erwarb.
Er studierte unter Franz Brentano und Rudolf Hermann Lotze. Stumpf hatte einen entscheidenden Einfluss auf Edmund Husserl, den Gründer der modernen Phänomenologie, Max Wertheimer, Wolfgang Köhler und Kurt Koffka, die Mitbegründer der Gestaltpsychologie, sowie auf Kurt Lewin. Er ist auch bekannt auf Grund seiner Einführung des Begriffs „Sachverhalt“ in die Philosophie, der später vor allem durch Husserl verbreitet wurde.
Stumpf war einer der ersten Studenten Franz von Brentanos und blieb auch immer sehr nahe an seinen frühen Theorien. Er schrieb 1868 seine Dissertation unter Lotze an der Universität Göttingen und habilitierte sich ebenfalls dort 1870. Später interessierte er sich immer mehr für empirische Methoden in der experimentellen Psychologie und wurde ein Pionier dieser neuen Disziplin. Er unterrichtete in Göttingen, wurde dann Professor in Würzburg und später in Prag, Halle, München und schließlich in Berlin, wo seine Schüler Max Wertheimer, Kurt Koffka und Wolfgang Köhler die Berliner Schule der Gestalttheorie gründeten.
In seiner Tonpsychologie sah Stumpf das Wesen der Konsonanz in der Verschmelzung. Nach einer Auseinandersetzung mit Hugo Riemann über Konsonanz und Dissonanz von Drei- und Mehrklängen revidierte er jedoch seinen Standpunkt und führte die Begriffe „Konkordanz“ und „Diskordanz“ ein. Zusammen mit seinem Schüler Erich Hornbostel begründete er 1900 in Berlin ein Phonogramm-Archiv, das zum Ausgangspunkt der Musikethnologie wurde.
Zusammen mit seinem Studenten Oskar Pfungst löste er 1907 das Rätsel um den Klugen Hans und verhalf damit der experimentellen Psychologie zum Durchbruch. 1926 definierte er, auf Anstoß von Wolfgang Köhler, den Begriff Formant.
Carl Stumpf promovierte Robert Musil, der am 31. Januar 1908 seine Dissertation zum Thema Beitrag zur Beurteilung der Lehren Machs eingereicht hatte.
Stumpf wurde auf dem Parkfriedhof Lichterfelde in Berlin-Lichterfelde beigesetzt. Die Grabstätte gehört zu den Ehrengräbern des Landes Berlin.
In seinem Geburtsort, dem unterfränkischen Wiesentheid, benannte man eine Straße nach dem Psychologen. Außerdem trägt die Gemeindebibliothek im historischen Pfarrhaus seinen Namen.

## Mitgliedschaften
- Seit 1890: Ordentliches Mitglied der Bayerischen Akademie der Wissenschaften
- Seit 1895: Ordentliches Mitglied der Preußischen Akademie der Wissenschaften
- Seit 1927: Ausländisches Mitglied der National Academy of Sciences
- Seit 1929: Mitglied des Ordens Pour le Mérite für Wissenschaft und Künste.

## Schriften (Auswahl)
- Verhältniß des platonischen Gottes zur Idee des Guten. In: Zeitschrift für Philosophie und philosophische Kritik. Neue Folge Band 54, Nr. 1, S. 83–128, 1869; Nr. 2, 1869, S. 197–261, (Göttingen, Universität, Dissertation, 1868).
- Über den psychologischen Ursprung der Raumvorstellung. Hirzel, Leipzig 1873, (Digitalisat).
- Tonpsychologie. 2 Bände. Hirzel, Leipzig 1883–1890, (Hauptwerk; Digitalisate: Band 1, Band 2).
- Psychologie und Erkenntnistheorie. In: Abhandlungen der philosophisch-philologischen Classe der Königlich Bayerischen Akademie der Wissenschaften. Band 19 = Denkschriften. Band 64, Abt. 2, 1891, ZDB-ID 209997-4, S. 467–516.
- Die pseudo-aristotelischen Probleme der Musik. In: Abhandlungen der Königlich Akademie der Wissenschaften zu Berlin. Philosophische-historische Classe. 1896, ZDB-ID 955708-8, sep. Zählung, (Digitalisat).
- Tafeln zur Geschichte der Philosophie. Speyer & Peters, Berlin 1896, (Digitalisat).
- Eröffnungsrede des Präsidenten. In: Dritter Internationaler Congress für Psychologie in München vom 4. bis 7. August 1896. Lehmann, Berlin 1897, S. 3–16.
- Der Entwicklungsgedanke in der gegenwärtigen Philosophie. Festrede, gehalten am Stiftungstage der Kaiser Wilhelms-Akademie für das militärärztliche Bildungswesen, 2. Dezember 1899. Lange u. a., Berlin u. a. 1899.
- Tontabellen. In: Beiträge zur Akustik und Musikwissenschaft. Heft 3, 1901, ISSN 2366-5378, S. 139–146, Tafeln I–IX.
- Erscheinungen und psychische Funktionen. In: Abhandlungen der Königlich Preussischen Akademie der Wissenschaften. Philosophische und historische Abhandlungen. 1906, ZDB-ID 221471-4, sep. Zählung, (Digitalisat).
- Zur Einteilung der Wissenschaften. In: Abhandlungen der Königlich Preussischen Akademie der Wissenschaften. Philosophische und historische Abhandlungen. 1906, sep. Zählung, (Digitalisat).
- Die Wiedergeburt der Philosophie. Rede zum Antritt des Rektorates der Königlichen Friedrich-Wilhelms-Universität in Berlin, gehalten in der Aula am 15. Oktober 1907. s. n. Berlin 1907, (Digitalisat).
- Richtungen und Gegensätze in der heutigen Psychologie. In: Internationale Wochenschrift für Wissenschaft, Kunst und Technik. 19. Oktober 1907, ZDB-ID 200451-3, Sp. 903–914.
- Das Berliner Phonogrammarchiv. In: Internationale Wochenschrift für Wissenschaft, Kunst und Technik. 22. Februar 1908, S. 225–246.
- Vom ethischen Skeptizismus. Rede zur Gedächtnisfeier des Stifters der Berliner Universität König Friedrich Wilhelm III in der Aula am 3. August 1908. s. n., Berlin 1908, (Digitalisat).
- Das psychologische Institut. In: Max Lenz: Geschichte der Königlichen Friedrich-Wilhelms-Universität zu Berlin. Band 3: Wissenschaftliche Anstalten, Spruchkollegium, Statistik. Verlag der Buchhandlung des Waisenhauses, Halle (Saale) 1910, S. 202–207.
- Konsonanz und Konkordanz. In: Vertreter deutscher Musikwissenschaft (Hrsg.): Festschrift zum 90. Geburtstage Sr. Exzellenz des Wirklichen Geheimen Rates Rochus Freiherrn von Liliencron. Dr. theol et phil. Breitkopf & Härtel, Leipzig 1910, S. 329–349.
- Philosophische Reden und Vorträge. Barth, Leipzig 1910, (Digitalisat).
- Die Anfänge der Musik. Barth, Leipzig 1911, (Digitalisat).
- Empfindung und Vorstellung (= Abhandlungen der Königlich Preussischen Akademie der Wissenschaften. Philosophisch-Historische Klasse. 1918, 1, ZDB-ID 210015-0). Verlag der Königl. Akademie der Wissenschaften, Berlin 1918, (Digitalisat).
- Zum Gedächtnis Lotzes. In: Kant-Studien. Band 22, Nr. 1/2, 1918, S. 1–26.
- Erinnerungen an Franz Brentano. In: Oskar Kraus: Franz Brentano. Zur Kenntnis seines Lebens und seiner Lehre. Beck, München 1919, S. 85–149.
- (Selbstdarstellung). In: Raymund Schmidt (Hrsg.):  Die Philosophie der Gegenwart in Selbstdarstellungen. Band 5. Meiner, Leipzig 1924, S. 205–265.
- Singen und Sprechen. In: Beiträge zur Akustik und Musikwissenschaft. Heft 9, 1924, S. 38–74.
- Phonetik und Ohrenheilkunde. In: Passow-Schäfer Beiträge zur Anatomie, Physiologie, Pathologie und Therapie des Ohres, der Nase und des Halses. Band 22, Nr. 1/2, 1925, ZDB-ID 219524-0, S. 1–8.
- Die Sprachlaute. Experimentell-phonetische Untersuchungen. Nebst einem Anhang über Instrumentalklänge. Springer, Berlin 1926, (Digitalisat).
- William James nach seinen Briefen. Leben. Charakter. Lehre. In: Kantstudien. Band 32, Nr. 2/3, 1927, S. 205–241, doi:10.1515/kant.1927.32.1-3.205, (Selbständig: (= Pan-Bücherei. Gruppe Philosophie. 2, ZDB-ID 2013311-X). Pan-Verlag R. Heise, Berlin-Charlottenburg 1928).
- Gefühl und Gefühlsempfindung. Barth, Leipzig 1928, (Digitalisat).
- Erkenntnislehre. 2 Bände. Barth, Leipzig 1939–1940, (Digitalisate: Band 1, Band 2).
- Schriften zur Psychologie (= Beiträge zur Geschichte der Psychologie. 14). Neu herausgegeben, eingeleitet und mit einer biographischen Einleitung versehen von Helga Sprung. Lang, Frankfurt am Main u. a. 1997, ISBN 3-631-31367-5.

## Briefe
- Briefwechsel Clara Schumanns mit Maria und Richard Fellinger, Anna Franz geb. Wittgenstein, Max Kalbeck und anderen Korrespondenten in Österreich, hrsg. von Klaus Martin Kopitz, Anselm Eber und Thomas Synofzik (= Schumann-Briefedition, Serie II, Band 4), Köln 2020, S. 811–815

## Weitere Quelle
Nachlass Carl Stumpf im Psychologiegeschichtlichen Forschungsarchiv (PGFA) der Fernuniversität in Hagen